# Serie Mundial de 2017
La Serie Mundial de la temporada 2017 de las Grandes Ligas de Béisbol se disputó del 24 de octubre al 1 de noviembre entre los campeones de la Liga Nacional, Los Angeles Dodgers, y de la Liga Americana, los Houston Astros. A partir de este año, la serie se inició en el campo del equipo con el mejor récord de triunfos y victorias durante la temporada regular.
Los ganadores de la Serie Mundial fueron los Houston Astros quienes se adjudicaron por primera vez en la historia de la franquicia. Tomaron parte del «clásico de otoño» por segunda vez desde su incorporación a las Grandes Ligas como Houston Colt .45s en 1962, habiendo sido la última en el 2005 —como campeones de la Liga Nacional— y la cual perdieron en cuatro juegos. En esta temporada se adjudicaron 101 triunfos, el segundo mejor récord de su historia.
Por su parte, los Dodgers llegaron a la Serie Mundial habiendo logrado 104 victorias en la temporada, el mejor registro desde su traslado a la ciudad de Los Ángeles,en lo que fue su decimonovena presentación en el «clásico de otoño» en la historia de la franquicia desde 1903, habiendo sido la última en 1988.
La serie se alargó a siete juegos, y dejó una nueva marca de 25 cuadrangulares para una sola Serie Mundial.George Springer, de Houston Astros, fue nombrado como el «Jugador más valioso».

## Postemporada
En cada liga, a los dos mejores equipos que no hayan ganado su división se les denominará "comodines" y se enfrentarán a un partido. El ganador del juego de comodines se unirá a los tres campeones de división de cada liga y disputarán las series divisionales, al mejor de cinco partidos. Los dos ganadores disputarán la serie de campeonato de liga, al mejor de siete partidos. Los dos campeones de liga se enfrentarán en la Serie Mundial, al mejor de siete partidos.
|  | Comodín        | Comodín              | Comodín              |                      |   | Serie Divisional    | Serie Divisional | Serie Divisional |   |   | Serie de Campeonato | Serie de Campeonato | Serie de Campeonato |   |  | Serie Mundial | Serie Mundial | Serie Mundial |  |
|  |                |                      |                      |                      |   |                     |                  |                  |   |   |                     |                     |                     |   |  |               |               |               |  |
|  |                |                      |                      |                      |   |                     |                  |                  |   |   |                     |                     |                     |   |  |               |               |               |  |
|  |                |                      |                      |                      |   |                     |                  |                  |   |   |                     |                     |                     |   |  |               |               |               |  |
|  |                |                      |                      |                      |   |                     |                  |                  |   |   |                     |                     |                     |   |  |               |               |               |  |
|  |                |                      |                      |                      |   |                     |                  |                  |   |   |                     |                     |                     |   |  |               |               |               |  |
|  |                | 1                    | Cleveland Indians    | 2                    |   |                     |                  |                  |   |   |                     |                     |                     |   |  |               |               |               |  |
|  |                |                      |                      | 2                    |   |                     |                  |                  |   |   |                     |                     |                     |   |  |               |               |               |  |
|  |                |                      | 4                    | New York Yankees     | 3 |                     |                  |                  |   |   |                     |                     |                     |   |  |               |               |               |  |
|  | 4              | New York Yankees     | 4                    | New York Yankees     | 3 | 1                   |                  |                  |   |   |                     |                     |                     |   |  |               |               |               |  |
|  | 4              | New York Yankees     |                      |                      |   |                     |                  |                  |   |   |                     |                     |                     |   |  |               |               |               |  |
|  | 5              | Minnesota Twins      | 0                    |                      |   |                     |                  |                  |   |   |                     |                     |                     |   |  |               |               |               |  |
|  | 5              | Minnesota Twins      | 0                    |                      |   |                     |                  |                  |   | 4 | New York Yankees    | 3                   |                     |   |  |               |               |               |  |
|  | Liga Americana |                      |                      |                      |   |                     |                  |                  |   | 4 | New York Yankees    | 3                   |                     |   |  |               |               |               |  |
|  |                |                      | 2                    | Houston Astros       | 4 |                     |                  |                  |   |   |                     |                     |                     |   |  |               |               |               |  |
|  |                |                      | 2                    | Houston Astros       | 4 |                     |                  |                  |   |   |                     |                     |                     |   |  |               |               |               |  |
|  |                |                      |                      |                      |   |                     |                  |                  |   |   |                     |                     |                     |   |  |               |               |               |  |
|  |                |                      |                      |                      |   |                     |                  |                  |   |   |                     |                     |                     |   |  |               |               |               |  |
|  |                | 2                    | Houston Astros       | 3                    |   |                     |                  |                  |   |   |                     |                     |                     |   |  |               |               |               |  |
|  |                |                      |                      | 3                    |   |                     |                  |                  |   |   |                     |                     |                     |   |  |               |               |               |  |
|  |                |                      | 3                    | Boston Red Sox       | 1 |                     |                  |                  |   |   |                     |                     |                     |   |  |               |               |               |  |
|  |                |                      | 3                    | Boston Red Sox       | 1 |                     |                  |                  |   |   |                     |                     |                     |   |  |               |               |               |  |
|  |                |                      |                      |                      |   |                     |                  |                  |   |   |                     |                     |                     |   |  |               |               |               |  |
|  |                |                      |                      |                      |   |                     |                  |                  |   |   |                     |                     |                     |   |  |               |               |               |  |
|  |                |                      |                      |                      |   |                     |                  |                  |   |   |                     | 2                   | Houston Astros      | 4 |  |               |               |               |  |
|  |                |                      |                      |                      |   |                     |                  |                  |   |   |                     |                     |                     | 4 |  |               |               |               |  |
|  |                |                      | 1                    | Los Angeles Dodgers  | 3 |                     |                  |                  |   |   |                     |                     |                     |   |  |               |               |               |  |
|  |                |                      | 1                    | Los Angeles Dodgers  | 3 |                     |                  |                  |   |   |                     |                     |                     |   |  |               |               |               |  |
|  |                |                      |                      |                      |   |                     |                  |                  |   |   |                     |                     |                     |   |  |               |               |               |  |
|  |                |                      |                      |                      |   |                     |                  |                  |   |   |                     |                     |                     |   |  |               |               |               |  |
|  |                | 2                    | Washington Nationals | 2                    |   |                     |                  |                  |   |   |                     |                     |                     |   |  |               |               |               |  |
|  |                |                      |                      | 2                    |   |                     |                  |                  |   |   |                     |                     |                     |   |  |               |               |               |  |
|  |                |                      | 3                    | Chicago Cubs         | 3 |                     |                  |                  |   |   |                     |                     |                     |   |  |               |               |               |  |
|  |                |                      | 3                    | Chicago Cubs         | 3 |                     |                  |                  |   |   |                     |                     |                     |   |  |               |               |               |  |
|  |                |                      |                      |                      |   |                     |                  |                  |   |   |                     |                     |                     |   |  |               |               |               |  |
|  |                |                      |                      |                      |   |                     |                  |                  |   |   |                     |                     |                     |   |  |               |               |               |  |
|  |                |                      |                      |                      |   |                     | 3                | Chicago Cubs     | 1 |   |                     |                     |                     |   |  |               |               |               |  |
|  | Liga Nacional  |                      |                      |                      |   |                     | 3                | Chicago Cubs     | 1 |   |                     |                     |                     |   |  |               |               |               |  |
|  |                |                      | 1                    | Los Angeles Dodgers  | 4 |                     |                  |                  |   |   |                     |                     |                     |   |  |               |               |               |  |
|  | 4              | Arizona Diamondbacks | 1                    | Los Angeles Dodgers  | 4 | 1                   |                  |                  |   |   |                     |                     |                     |   |  |               |               |               |  |
|  | 4              | Arizona Diamondbacks |                      |                      |   |                     |                  |                  |   |   |                     |                     |                     |   |  |               |               |               |  |
|  | 5              | Colorado Rockies     | 0                    |                      |   |                     |                  |                  |   |   |                     |                     |                     |   |  |               |               |               |  |
|  | 5              | Colorado Rockies     | 0                    |                      | 1 | Los Angeles Dodgers | 3                |                  |   |   |                     |                     |                     |   |  |               |               |               |  |
|  |                |                      |                      |                      | 1 | Los Angeles Dodgers | 3                |                  |   |   |                     |                     |                     |   |  |               |               |               |  |
|  |                |                      | 4                    | Arizona Diamondbacks | 0 |                     |                  |                  |   |   |                     |                     |                     |   |  |               |               |               |  |
|  |                |                      | 4                    | Arizona Diamondbacks | 0 |                     |                  |                  |   |   |                     |                     |                     |   |  |               |               |               |  |
|  |                |                      |                      |                      |   |                     |                  |                  |   |   |                     |                     |                     |   |  |               |               |               |  |
|  |                |                      |                      |                      |   |                     |                  |                  |   |   |                     |                     |                     |   |  |               |               |               |  |
|  |                |                      |                      |                      |   |                     |                  |                  |   |   |                     |                     |                     |   |  |               |               |               |  |
|  |                |                      |                      |                      |   |                     |                  |                  |   |   |                     |                     |                     |   |  |               |               |               |  |

|                                                        |
| Campeón de las Grandes Ligas Houston Astros 1.º título |

## Rosters
|    | Lanzadores        |                       |    |     |
| 17 | Brandon Morrow    | Estados Unidos        | 33 | D/D |
| 18 | Kenta Maeda       | Japón                 | 29 | D/D |
| 21 | Yu Darvish        | Japón                 | 31 | D/D |
| 22 | Clayton Kershaw   | Estados Unidos        | 29 | I/I |
| 33 | Tony Watson       | Estados Unidos        | 32 | I/I |
| 38 | Brandon McCarthy  | Estados Unidos        | 34 | D/D |
| 44 | Rich Hill         | Estados Unidos        | 37 | I/I |
| 46 | Josh Fields       | Estados Unidos        | 32 | D/D |
| 54 | Tony Cingrani     | Estados Unidos        | 28 | I/I |
| 57 | Alex Wood         | Estados Unidos        | 26 | D/I |
| 68 | Ross Stripling    | Estados Unidos        | 27 | D/D |
| 74 | Kenley Jansen     | Curazao               | 30 | A/D |
|    | Receptores        |                       |    |     |
| 9  | Yasmani Grandal   | Cuba · Estados Unidos | 28 | A/D |
| 15 | Austin Barnes     | Estados Unidos        | 27 | D/D |
|    | Infield           |                       |    |     |
| 5  | Corey Seager      | Estados Unidos        | 23 | I/D |
| 10 | Justin Turner     | Estados Unidos        | 32 | D/D |
| 11 | Logan Forsythe    | Estados Unidos        | 30 | D/D |
| 26 | Chase Utley       | Estados Unidos        | 38 | I/D |
| 35 | Cody Bellinger    | Estados Unidos        | 22 | I/I |
| 37 | Charlie Culberson | Estados Unidos        | 28 | D/D |
|    | Outfield          |                       |    |     |
| 3  | Chris Taylor      | Estados Unidos        | 27 | D/D |
| 14 | Enrique Hernández | Puerto Rico           | 26 | D/D |
| 16 | Andre Ethier      | Estados Unidos        | 35 | I/I |
| 31 | Joc Pederson      | Estados Unidos        | 25 | I/I |
| 66 | Yasiel Puig       | Cuba                  | 26 | D/D |
|    | Mánager           |                       |    |     |
|    | Dave Roberts      |                       |    |     |

|    | Lanzadores          |                      |    |     |
| 31 | Collin McHugh       | Estados Unidos       | 30 | D/D |
| 35 | Justin Verlander    | Estados Unidos       | 34 | D/D |
| 36 | Will Harris         | Estados Unidos       | 33 | D/D |
| 41 | Brad Peacock        | Estados Unidos       | 29 | D/D |
| 43 | Lance McCullers Jr. | Estados Unidos       | 24 | I/D |
| 44 | Luke Gregerson      | Estados Unidos       | 33 | I/D |
| 46 | Francisco Liriano   | República Dominicana | 34 | I/I |
| 47 | Chris Devenski      | Estados Unidos       | 26 | D/D |
| 50 | Charlie Morton      | Estados Unidos       | 33 | D/D |
| 53 | Ken Giles           | Estados Unidos       | 27 | D/D |
| 59 | Joe Musgrove        | Estados Unidos       | 24 | D/D |
| 60 | Dallas Keuchel      | Estados Unidos       | 29 | I/I |
|    | Receptores          |                      |    |     |
| 11 | Evan Gattis         | Estados Unidos       | 31 | D/D |
| 16 | Brian McCann        | Estados Unidos       | 33 | I/D |
| 30 | Juan Centeno        | Puerto Rico          | 27 | I/D |
|    | Infield             |                      |    |     |
| 1  | Carlos Correa       | Puerto Rico          | 23 | D/D |
| 2  | Alex Bregman        | Estados Unidos       | 23 | D/D |
| 10 | Yulieski Gourriel   | Cuba                 | 33 | D/D |
| 27 | José Altuve         | Venezuela            | 27 | D/D |
|    | Outfield            |                      |    |     |
| 3  | Cameron Maybin      | Estados Unidos       | 30 | D/D |
| 4  | George Springer     | Estados Unidos       | 28 | D/D |
| 9  | Marwin González     | Venezuela            | 28 | A/D |
| 21 | Derek Fisher        | Estados Unidos       | 24 | I/D |
| 22 | Josh Reddick        | Estados Unidos       | 30 | I/D |
|    | Bateador designado  |                      |    |     |
| 15 | Carlos Beltrán      | Puerto Rico          | 40 | A/D |
|    | Mánager             |                      |    |     |
|    | A. J. Hinch         |                      |    |     |

## Resultados
- Nota: La hora indicada corresponde al Horario del este de Norteamérica en horario de verano  (UTC -4).

### Juego 1
| Equipo  | 1 | 2 | 3 | 4 | 5 | 6 | 7 | 8 | 9 | C | H | E |
| ------- | - | - | - | - | - | - | - | - | - | - | - | - |
| Astros  | 0 | 0 | 0 | 1 | 0 | 0 | 0 | 0 | 0 | 1 | 3 | 0 |
| Dodgers | 1 | 0 | 0 | 0 | 0 | 2 | 0 | 0 | x | 3 | 6 | 0 |

LG: Clayton Kershaw (1-0)  LP: Dallas Keuchel (0-1)  SV: Kenley Jansen (1)  
HRs:  HOU – Alex Bregman (1)  LAD – Chris Taylor (1), Justin Turner (1)
- Box score
- Asistencia: 54 253 espectadores
- Tiempo: 2 h 28 m

| HOU 0 - LAD 1 | 1ª | Chris Taylor anota cuadrangular con las bases limpias.                                                           |
| HOU 1 - LAD 1 | 4ª | Alex Bregman anota cuadrangular con las bases limpias.                                                           |
| HOU 1 - LAD 3 | 6ª | Justin Turner anota cuadrangular con Chris Taylor en base (base por bolas).                                      |
| HOU 1 - LAD 3 | 7ª | Brad Peacock releva al lanzador abridor de Houston, Dallas Keuchel (6.2 EL, 6 H, 3 CL, 1 BB, 3 P, 2 HR).         |
| HOU 1 - LAD 3 | 8ª | Brandon Morrow releva al lanzador abridor de Los Ángeles, Clayton Kershaw (7.0 EL, 3 H, 1 CL, 0 BB, 11 P, 1 HR). |
| HOU 1 - LAD 3 | 9ª | Kenley Jansen salva el juego para Los Ángeles.                                                                   |

Comentarios
La primera anotación del juego llegó de forma intempestiva por parte de los Dodgers justo en el primer episodio con un cuadrangular de Chris Taylor al primer lanzamiento del lanzador de Houston, Dallas Keuchel, lo que ocurría por cuarta vez en la historia de las Series Mundiales. Fue hasta la cuarta entrada que los Astros emparejaron las acciones con otro cuadrangular, esta vez de Alex Bregman ante Clayton Kershaw. Ambos lanzadores abridores se enfrascaron en mantener a los bateadores rivales silenciados, pero fue Keuchel quien cedió otro cuadrangular a manos de Justin Turner con hombre en base, lo que sentenció el marcador final del juego. Kershaw, por los Dodgers, ponchó a 11 bateadores, la mayor cantidad desde la Serie Mundial de 1968 para un primer juego. Kenley Jansen salvó el juego para los locales.

### Juego 2
| Equipo  | 1 | 2 | 3 | 4 | 5 | 6 | 7 | 8 | 9 | 10 | 11 | C | H  | E |
| ------- | - | - | - | - | - | - | - | - | - | -- | -- | - | -- | - |
| Astros  | 0 | 0 | 1 | 0 | 0 | 0 | 0 | 1 | 1 | 2  | 2  | 7 | 14 | 1 |
| Dodgers | 0 | 0 | 0 | 0 | 1 | 2 | 0 | 0 | 0 | 2  | 1  | 6 | 5  | 0 |

LG: Chris Devenski (1-0)  LP: Brandon McCarthy (0-1)  
HRs:  HOU – Marwin González (1), José Altuve (1),  Carlos Correa (1), George Springer (1)  LAD – Joc Pederson (1), Corey Seager (1), Yasiel Puig (1), Charlie Culberson (1)
- Box score
- Asistencia: 54 293 espectadores.
- Tiempo: 4 h 19 m

| HOU 1 - LAD 0 | 3ª  | Alex Bregman con batazo sencillo empuja a Josh Reddick (sencillo) al home.                                |
| HOU 1 - LAD 0 | 5ª  | Kenta Maeda releva al lanzador abridor de Los Ángeles, Rich Hill (4.0 EL, 3 H, 1 CL, 3 BB, 7 P, 0 HR).    |
| HOU 1 - LAD 1 | 5ª  | Joc Pederson batea cuadrangular con las bases limpias.                                                    |
| HOU 1 - LAD 3 | 6ª  | Corey Seager batea cuadrangular con Chris Taylor (base por bolas) en base.                                |
| HOU 1 - LAD 3 | 7ª  | Will Harris releva al lanzador abridor de Houston, Justin Verlander (6.0 EL, 2 H, 3 CL, 2 BB, 5 P, 2 HR). |
| HOU 2 - LAD 3 | 8ª  | Carlos Correa con batazo sencillo empuja a Alex Bregman (doble) al home.                                  |
| HOU 3 - LAD 3 | 9ª  | Marwin González batea cuadrangular con las bases limpias.                                                 |
| HOU 4 - LAD 3 | 10ª | José Altuve batea cuadrangular con las bases limpias.                                                     |
| HOU 5 - LAD 3 | 10ª | Carlos Correa batea cuadrangular con las bases limpias.                                                   |
| HOU 5 - LAD 4 | 10ª | Yasiel Puig batea cuadrangular con las bases limpias.                                                     |
| HOU 5 - LAD 5 | 10ª | Enrique Hernández con batazo sencillo empuja a Logan Forsythe (base por bolas) al home.                   |
| HOU 7 - LAD 5 | 11ª | George Springer batea cuadrangular con Cameron Maybin (sencillo) en base.                                 |
| HOU 7 - LAD 6 | 11ª | Charlie Culberson batea cuadrangular con las bases limpias.                                               |

Comentarios
Los Astros abrieron el marcador en la tercera entrada del juego con cuadrangular de Alex Bregman ante el lanzador abridor de Los Ángeles, Rich Hill. En tanto, en el lado de la defensiva de Houston el lanzador Justin Verlander mantenía a raya a los bateadores de los Dodgers a los que no permitió hit alguno, hasta que Joc Pederson disparó un cuadrangular en la quinta entrada para emparejar el marcador. En el sexto episodio, los locales se adelantaron tres carreras por una con home run de Corey Seager ante el mismo Verlander. Para la octava entrada, el mánager Dave Roberts de los Dodgers le encargó la tarea al cerrador Kenley Jansen para tratar de contener la ofensiva de los visitantes, pero con sencillo impulsor de Carlos Correa en la octava y cuadrangular de Marwin González en la baja del noveno, los Astros dejaron el marcador igualado a tres carreras por bando para llevar el juego a extra innings. En la décima entrada, José Altuve y Carlos Correa anotaron cuadrangulares para alejar a la visita 3-5 en el marcador ante el lanzador Josh Fields. Por su parte, Los Dodgers no cedieron en la ofensiva ya que con cuadrangular Yasiel Puig y sencillo impulsor de Enrique Hernández —con dos outs en el tablero— volvieron a dejar el marcador empatado a cinco carreras. Ya en el undécimo capítulo, los Astros continuaron la serie de cuadrangulares del juego, esta vez con George Springer que llevó además a Cameron Maybin al home. Otro vuelacercas de Charlie Culberson acercó a los Dodgers 6-7, pero Chris Devenski pudo sacar el último out ante Yasiel Puig para otorgar la victoria a Houston, de paso la primera para los Astros en la historia del «clásico de otoño». Este encuentro dejó una nueva marca de ocho cuadrangulares para un juego de Serie Mundial.

### Juego 3
| Equipo  | 1 | 2 | 3 | 4 | 5 | 6 | 7 | 8 | 9 | C | H  | E |
| ------- | - | - | - | - | - | - | - | - | - | - | -- | - |
| Dodgers | 0 | 0 | 1 | 0 | 0 | 2 | 0 | 0 | 0 | 3 | 4  | 2 |
| Astros  | 0 | 4 | 0 | 0 | 1 | 0 | 0 | 0 | x | 5 | 12 | 0 |

LG: Lance McCullers Jr. (1-0)  LP: Yu Darvish (0-1)  SV: Brad Peacock (1)  

- Box score
- Asistencia: 43 282 espectadores.
- Tiempo: 3 h 46 m

| LAD 0 - HOU 1 | 2ª | Yulieski Gourriel batea cuadrangular con las bases limpias.                                                  |
| LAD 0 - HOU 2 | 2ª | Marwin González con batazo sencillo empuja a Josh Reddick (doble) al home.                                   |
| LAD 0 - HOU 3 | 2ª | Brian McCann con batazo sencillo empuja a Evan Gattis (base por bolas) al home .                             |
| LAD 0 - HOU 4 | 2ª | Alex Bregman con elevado de sacrificio empuja a Marwin González al home.                                     |
| LAD 1 - HOU 4 | 3ª | Joc Pederson (base por bolas) anota en jugada doble play de Corey Seager.                                    |
| LAD 1 - HOU 4 | 3ª | Kenta Maeda releva al lanzador abridor de Los Ángeles, Yu Darvish (1.2 EL, 6 H, 4 CL, 1 BB, 0 P, 1 HR).      |
| LAD 1 - HOU 5 | 5ª | Josh Reddick (sencillo) anota desde segunda base tras batazo sencillo en el cuadro de Evan Gattis.           |
| LAD 1 - HOU 5 | 6ª | Brad Peacock releva al lanzador abridor de Houston, Lance McCullers Jr (5.1 EL, 4 H, 3 CL, 4 BB, 3 P, 0 HR). |
| LAD 2 - HOU 5 | 6ª | Yasiel Puig es puesto out con batazo en el cuadro, Corey Seager (base por bolas) anota.                      |
| LAD 3 - HOU 5 | 6ª | Justin Turner anota tras wild pitch del lanzador Brad Peacock.                                               |
| LAD 3 - HOU 5 | 9ª | Brad Peacock salva el juego para Houston.                                                                    |

Comentarios
Los Astros desbarataron la faena del lanzador abridor de Los Ángeles, Yu Darvish, en el segundo episodio al anotar cuatro carreras, incluido un cuadrangular de Yulieski Gourriel. Los Dodgers lograron acortar el marcador 4-1 en el tercer inning, mientras Kenta Maeda lograba contener la ofensiva de los locales, pero en el quinto episodio los Astros sumaron otra carrera ante Tony Watson. Por su parte, el abridor de Houston, Lance McCullers Jr., fue relevado hasta el sexto episodio por Brad Peacock quien cedió dos carreras a la visita —una a la cuenta McCullers, otra por wild pitch—, pero desde entonces mantuvo silenciados a los Dodgers hasta la novena entrada para adjudicarse el juego salvado que dio la primera victoria como local para los Astros en un juego de Serie Mundial.

### Juego 4
| Equipo  | 1 | 2 | 3 | 4 | 5 | 6 | 7 | 8 | 9 | C | H | E |
| ------- | - | - | - | - | - | - | - | - | - | - | - | - |
| Dodgers | 0 | 0 | 0 | 0 | 0 | 0 | 1 | 0 | 5 | 6 | 7 | 0 |
| Astros  | 0 | 0 | 0 | 0 | 0 | 1 | 0 | 0 | 1 | 2 | 2 | 0 |

LG: Tony Watson (1-0)  LP: Ken Giles (0-1)  
HRs:  LAD – Joc Pederson (2)  HOU – George Springer (2)
- Box score
- Asistencia: 43 322.
- Tiempo: 3 h 6 m

| LAD 0 - HOU 1 | 6ª | George Springer anota cuadrangular con las bases limpias.                                                 |
| LAD 0 - HOU 1 | 6ª | Brandon Morrow releva al lanzador abridor de Los Ángeles, Alex Wood (5.2 EL, 1 H, 1 CL, 2 BB, 3 P, 2 HR). |
| LAD 0 - HOU 1 | 7ª | Will Harris releva al lanzador abridor de Houston, Charlie Morton (6.1 EL, 3 H, 1 CL, 0 BB, 7 P, 0 HR).   |
| LAD 1 - HOU 1 | 7ª | Logan Forsythe con batazo sencillo impulsa a Cody Bellinger (doble).                                      |
| LAD 2 - HOU 1 | 9ª | Cody Bellinger con batazo doble empuja a Corey Seager (sencillo) al home.                                 |
| LAD 3 - HOU 1 | 9ª | Austin Barnes con elevado de sacrificio lleva a Charlie Culberson (corredor emergente) al home.           |
| LAD 6 - HOU 1 | 9ª | Joc Pederson batea cuadrangular con dos hombres en base.                                                  |
| LAD 6 - HOU 2 | 9ª | Alex Bregman anota cuadrangular con las bases limpias.                                                    |

Comentarios
Los lanzadores abridores Alex Wood, de Los Ángeles, y Charlie Morton, de Houston, dominaron a los bateadores que enfrentaron a lo largo de cinco entradas y media. De hecho, Wood no aceptaría ningún hit hasta la sexta entrada cuando el marcador se abrió a favor de los locales por intermedio de cuadrangular de George Springer. Los Dodgers respondieron con el empate cuando Logan Forsythe disparó un sencillo con Cody Bellinger en base ante el lanzador Will Harris. Al llegar la novena entrada, Bellinger fue de nuevo protagonista con un doble que impulsó a Corey Seager para sumar una carrera para la visita, mientras Austin Barnes con elevado de sacrificio empujó la tercera anotación de los Dodgers. Joc Pederson amplió el marcador para Los Ángeles con un decisivo cuadrangular que agregó tres carreras y así dejar el marcador 1-6. Los Astros, por medio de Alex Bregman, anotaron la segunda carrera del encuentro a su favor al caer la novena entrada, pero Kenley Jansen pudo en esta ocasión lograr los tres outs para adjudicar la victoria a los angelinos.

### Juego 5
| Equipo  | 1 | 2 | 3 | 4 | 5 | 6 | 7 | 8 | 9 | 10 | C  | H  | E |
| ------- | - | - | - | - | - | - | - | - | - | -- | -- | -- | - |
| Dodgers | 3 | 0 | 0 | 1 | 3 | 0 | 1 | 1 | 3 | 0  | 12 | 14 | 1 |
| Astros  | 0 | 0 | 0 | 4 | 3 | 0 | 4 | 1 | 0 | 1  | 13 | 14 | 1 |

LG: Joe Musgrove (1-0)  LP: Kenley Jansen (0-1)  
HRs:  LAD – Cody Bellinger (1), Yasiel Puig (2)  HOU – Yulieski Gourriel (2), José Altuve (2), George Springer (3), Carlos Correa (2), Brian McCann (1)
- Box score
- Asistencia: 43 300 espectadores.
- Tiempo: 5 h 17 m

| LAD 2 - HOU 0   | 1ª  | Logan Forsythe con batazo sencillo empuja a Chris Taylor (sencillo) y Justin Turner (base por bolas) al home. |
| LAD 3 - HOU 0   | 1ª  | Error de Yulieski Gurriel, Enrique Hernández anota (base por bolas).                                          |
| LAD 4 - HOU 0   | 1ª  | Austin Barnes con batazo sencillo lleva a Logan Forsythe (doble) al home.                                     |
| LAD 4 - HOU 0   | 4ª  | Luke Gregerson releva al lanzador abridor de Houston, Dallas Keuchel (3.2 EL, 5 H, 3 CL, 2 BB, 4 P, 0 HR).    |
| LAD 4 - HOU 1   | 4ª  | Carlos Correa con batazo doble empuja a George Springer (base por bolas) al home.                             |
| LAD 4 - HOU 4   | 4ª  | Yulieski Gourriel anota cuadrangular con dos hombres en base.                                                 |
| LAD 7 - HOU 4   | 5ª  | Cody Bellinger batea cuadrangular con dos hombres en base.                                                    |
| LAD 7 - HOU 4   | 5ª  | Kenta Maeda releva al lanzador abridor de Los Ángeles, Clayton Kershaw (4.2 EL, 4 H, 3 CL, 2 BB, 4 P, 0 HR).  |
| LAD 7 - HOU 7   | 5ª  | José Altuve anota cuadrangular con dos hombres en base.                                                       |
| LAD 8 - HOU 7   | 7ª  | Cody Bellinger con batazo de tres bases empuja a Enrique Hernández (jugada de selección).                     |
| LAD 8 - HOU 8   | 7ª  | George Springer batea cuadrangular con las bases limpias.                                                     |
| LAD 8 - HOU 9   | 7ª  | José Altuve con batazo doble lleva a Alex Bregman al home (sencillo)                                          |
| LAD 8 - HOU 11  | 7ª  | Carlos Correa batea cuadrangular con hombre en base.                                                          |
| LAD 9 - HOU 11  | 8ª  | Corey Seager con batazo doble lleva a Joc Pederson (doble) al home.                                           |
| LAD 9 - HOU 12  | 8ª  | Brian McCann batea cuadrangular con las bases limpias.                                                        |
| LAD 11 - HOU 12 | 9ª  | Yasiel Puig batea cuadrangular con hombre en base.                                                            |
| LAD 12 - HOU 12 | 9ª  | Chris Taylor con batazo sencillo empuja a Austin Barnes (doble) al home.                                      |
| LAD 12 - HOU 13 | 10ª | Alex Bregman con batazo sencillo empuja a Derek Fisher (emergente) al home.                                   |

Comentarios
En la parte alta de la primera entrada, los Dodgers alcanzaron una ventaja de 0-3 ante el lanzador abridor Dallas Keuchel. Para la cuarta entrada sumaron una más gracias a un sencillo impulsor de Austin Barnes. Los Astros reaccionaron ante la desventaja ese mismo inning ante el lanzador visitante Clayton Kershaw al lograr un rally de cuatro carreras, entre ellos un cuadrangular de Yulieski Gourriel. Para la siguiente entrada, Kershaw dejó dos hombres en base para que Kenta Maeda asumiera la responsabilidad de terminar la ofensiva local, pero José Altuve disparó un cuadrangular para dejar el marcador empatado a 7 carreras. Para la séptima entrada, Cody Bellinger, con batazo de tres bases, impulsó a Enrique Hernández para poner la ventaja de los angelinos. Sin embargo, los Astros montaron una ofensiva de tres carreras al caer la misma entrada, que incluyó dos cuadrangulares de George Springer y Carlos Correa. Con el marcador 11-8 en contra, los Dodgers, gracias a batazo doble de Corey Seager que impulsó a Joc Pederson, acortaron una carrera en la parte alta de la octava entrada, pero los Astros, al tomar su turno, volvieron a marcar distancia con batazo de cuatro esquinas de Brian McCann. Marcador 12-9. Al llegar la novena y definitiva entrada, los Dodgers emprendieron una nueva ofensiva: primero con batazo de cuatro esquinas de Yasiel Puig con hombre en base, y después con Chris Taylor que llevó a Austin Barnes al plato. Marcador 12-12. Con otro juego en extra inning, fueron los Astros los que se impusieron a Kenley Jansen desde el montículo, al batear Alex Bregman un batazo sencillo  que impulsó al corredor emergente Derek Fisher desde la segunda base, para dejar el marcador definitivo de 13-12 a favor de los locales. En este juego se llegó a la suma de 22 cuadrangulares en toda la serie, nueva marca para un «clásico de otoño».

### Juego 6
| Equipo  | 1 | 2 | 3 | 4 | 5 | 6 | 7 | 8 | 9 | C | H | E |
| ------- | - | - | - | - | - | - | - | - | - | - | - | - |
| Astros  | 0 | 0 | 1 | 0 | 0 | 0 | 0 | 0 | 0 | 1 | 6 | 0 |
| Dodgers | 0 | 0 | 0 | 0 | 0 | 2 | 1 | 0 | x | 3 | 5 | 0 |

LG: Tony Watson (2-0)  LP: Justin Verlander (0-1)  SV: Kenley Jansen (2)  
HRs:  HOU – George Springer (4)  LAD – Joc Pederson (3)
- Box score
- Asistencia: 54 128 espectadores.
- Tiempo: 3 h 22 m

| HOU 1 - LAD 0 | 3ª | George Springer batea cuadrangular con las bases limpias.                                                 |
| HOU 1 - LAD 0 | 5ª | Brandon Morrow releva al lanzador abridor de Los Ángeles, Rich Hill (4.2 EL, 4 H, 1 CL, 1 BB, 5 P, 1 HR). |
| HOU 1 - LAD 1 | 6ª | Chris Taylor con batazo de dos bases impulsa a Austin Barnes (sencillo) al home.                          |
| HOU 1 - LAD 2 | 6ª | Corey Seager con elevado de sacrificio empuja a Chase Utley (base por golpe) al home.                     |
| HOU 1 - LAD 2 | 7ª | Joe Musgrove releva al lanzador abridor de Houston, Justin Verlander (6 EL, 3 H, 1 CL, 1 BB, 5 P, 1 HR).  |
| HOU 1 - LAD 3 | 7ª | Joc Pederson batea cuadrangular con las bases limpias.                                                    |
| HOU 1 - LAD 3 | 9ª | Kenley Jansen salva el juego para Los Ángeles.                                                            |

Comentarios
En la parte alta de la tercera entrada, los Astros abrieron el marcador por medio de cuadrangular solitario de George Springer —el 23º de la serie— ante el abridor de Los Ángeles, Rich Hill. Justin Verlander se encargaba de mantener el marcador en blanco para los locales; de hecho, se adjudicó ocho ponches en cinco entradas. Sin embargo, su faena flaqueó en la sexta entrada cuando los Dodgers dieron vuelta al marcador 2-1 con sencillo impulsor de Chris Taylor y elevado de sacrificio de Corey Seager. Para la séptima entrada, se repitió la situación del cuarto juego en la que Joc Pederson disparó cuadrangular solitario —el 24º de la serie— ante el relevista Joe Musgrove, y con el marcador 3-1 Kenkey Jansen tomó el montículo desde el octavo inning y se encargó de sacar lo seis últimos outs, salvar el juego para su equipo, y así alargar la serie a siete encuentros.

### Juego 7
| Equipo  | 1 | 2 | 3 | 4 | 5 | 6 | 7 | 8 | 9 | C | H | E |
| ------- | - | - | - | - | - | - | - | - | - | - | - | - |
| Astros  | 2 | 3 | 0 | 0 | 0 | 0 | 0 | 0 | 0 | 5 | 5 | 0 |
| Dodgers | 0 | 0 | 0 | 0 | 0 | 1 | 0 | 0 | 0 | 1 | 6 | 1 |

LG: Charlie Morton (1-0)  LP: Yu Darvish (0-2)  
HRs:  HOU – George Springer (5)
- Box score
- Asistencia: 54 124 espectadores.
- Tiempo: 3 h 37 m

| HOU 1 - LAD 0 | 1ª | Alex Bregman con batazo dentro del cuadro llega a primera base por error, George Springer (doble) anota.      |
| HOU 2 - LAD 0 | 1ª | José Altuvo es puesto out con batazo dentro del cuadro, Alex Bregman anota.                                   |
| HOU 3 - LAD 0 | 2ª | Lance McCullers Jr. es puesto out con batazo dentro del cuadro, Brian McCann (base por bolas) anota.          |
| HOU 5 - LAD 0 | 2ª | George Springer batea cuadrangular con hombre en base.                                                        |
| HOU 5 - LAD 0 | 2ª | Brandon Morrow releva al lanzador abridor de Los Ángeles, Yu Darvish (1.2 EL, 3 H, 4 CL, 1 BB, 0 P, 1 HR).    |
| HOU 5 - LAD 0 | 3ª | Brad Peacock releva al lanzador abridor de Houston, Lance McCullers Jr (2.1 EL, 3 H, 0 CL, 0 BB, 3 P, 0 HR) . |
| HOU 5 - LAD 1 | 6ª | Andre Ethier con batazo sencillo empuja a Joc Pederson (sencillo) al home.                                    |

Comentarios
Para el séptimo y definitivo juego, los Dodgers encomendaron la apertura del juego al lanzador Yu Darvish, pero tal como sucedió en el tercer encuentro, los Astros se adelantaron en el marcador con una diferencia determinante en las primeras entradas, esta vez de 0-5, una de ellas carrera sucia, aparte de un cuadrangular con hombre en base de George Springer —el 25º de la serie, el 5º en su cuenta particular— en el segundo episodio. La apertura de la visita, a cargo de Lance McCullers Jr., tampoco fue sobresaliente —lanzó por dos entradas y 1/3— pero los angelinos no lograron anotarle carrera. Fue hasta la sexta entrada que los locales pudieron hacerse presente en el marcador con un batazo sencillo de Andre Ethier que impulsó a Joc Pederson, en lo que fue la única anotación en un juego en el que enfrentaron a cuatro relevistas tras la salida de McCullers Jr., los cuales permitieron apenas tres imparables a los locales. Los relevistas de los Dodgers también tuvieron un desempeño oportuno al limitar a los Astros a dos hits. Sin embargo, Charlie Morton de Houston fue el encargado de tomar el montículo a partir de la sexta entrada hasta el último out, lo que acabó con la victoria de los Astros para adjudicarse el título de la Serie Mundial por primera vez en su historia.

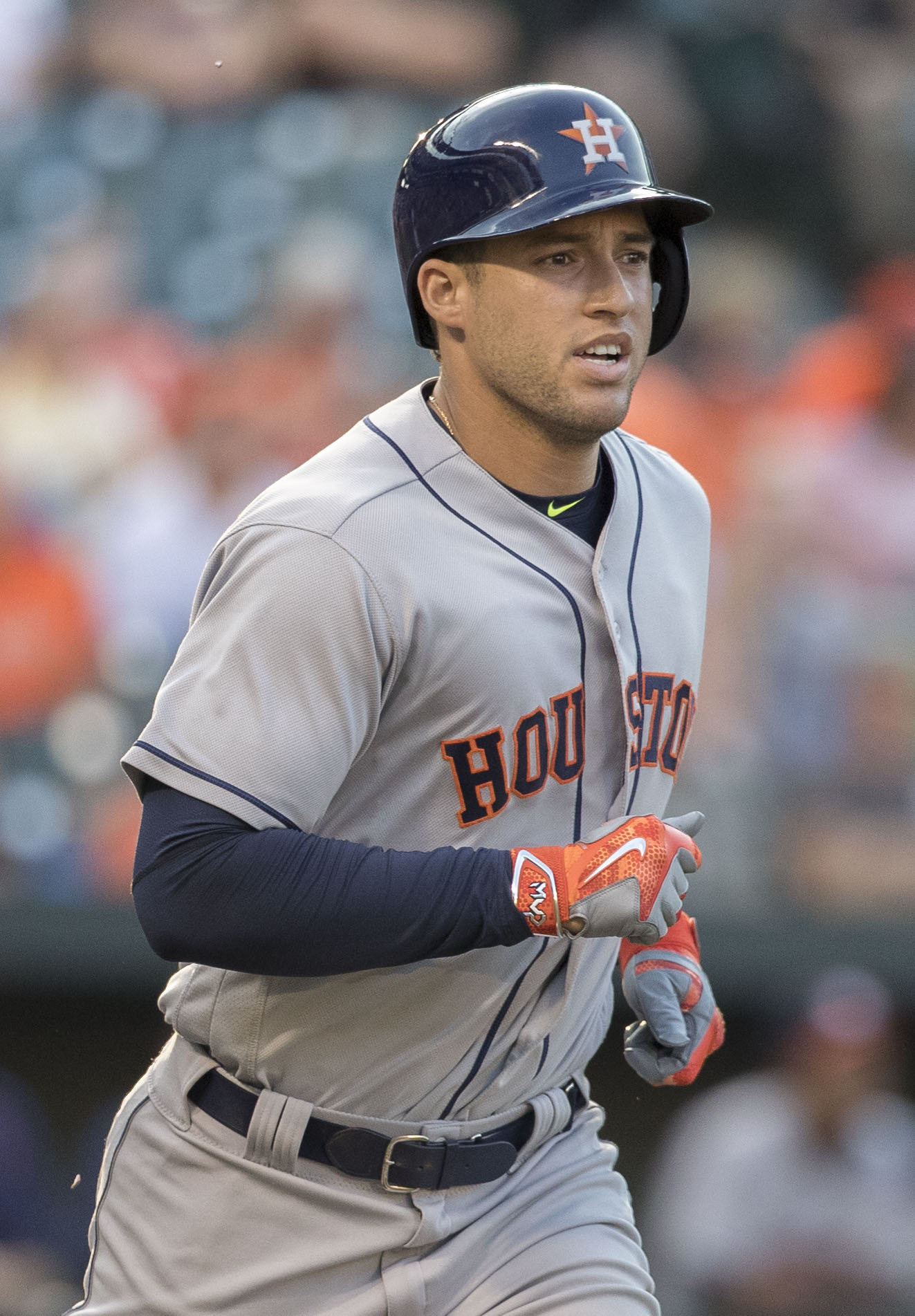
George Springer.

## Jugador más valioso
El jardinero central de Houston Astros, George Springer, fue nombrado el «Jugador más valioso» de la Serie Mundial. En los siete juegos de la serie lideró en promedio a la ofensiva (.379), carreras impulsadas (7) y cuadrangulares (5), de los que bateó al menos uno en cuatro juegos consecutivos. En esta estadística se sumó a Reggie Jackson (1977) y Chase Utley (2009) como los peloteros con más cuadrangulares en un «clásico de otoño». Y también estableció la marca de 29 bases totales para una sola serie.
| Jugador         | Equipo | JJ | VB | CA | H  | 2B | 3B | HR | CE | BB | K | BR | OR | AVE  |
| George Springer | HOU    | 7  | 29 | 8  | 11 | 3  | 0  | 5  | 7  | 5  | 8 | 0  | 0  | .379 |

JJ: Juegos jugados, VB: Veces al bate, CA: Carreras anotadas, H: Hits, 2B: Dobles, 3B: Triples, HR: Home runs, CE: Carreras empujadas, BB: Bases por bolas, K: Ponches, BR: Bases robadas, OR: Outs robando, AVE: Porcentaje de bateo